# Aenictus bayoni
Aenictus bayoni é uma espécie de formiga do gênero Aenictus.